# Carisap Tennis Cup 2001
Il Carisap Tennis Cup 2001 è stato un torneo di tennis facente parte della categoria ATP Challenger Series nell'ambito dell'ATP Challenger Series 2001. Il torneo si è giocato a San Benedetto del Tronto in Italia dal 6 al 12 agosto 2001 su campi in terra rossa.

## Vincitori

### Singolare
Marzio Martelli ha battuto in finale  Salvador Navarro con il punteggio di 6–4, 6–2

### Doppio
Leonardo Azzaro /  Stefano Galvani hanno battuto in finale  Stephen Huss /  Lee Pearson con il punteggio di 3–6, 7–6(7), 6–4